# Mary Poovey
Mary Poovey es una historiadora americana y crítica de literatura, cuyo trabajo se focaliza en la era Victoriana. Actualmente se desempeña como profesora en la Universidad Sanuel Rudin, en el área de Humanidades en la Universidad de Nueva York, y es la directora del Institute for the History of the Production of Knowledge. Cursó sus estudios superiores en Universidad de Virginia, en 1976. Poovey ha enseñado en la Universidad Johns Hopkins, en Swarthmore y en Yale.

## Obras
Sus principales libros publicados son:
- Proper Lady and the Woman Writer. Chicago: U Chicago P, 1984.
- Uneven Developments: The Ideological Work of Gender in Mid-Victorian England. Chicago: U Chicago P, 1989
- Florence Nightingale: Cassandra and other Selections from Suggestions For Thought. Londres: Pickering, 1991.
- Making a Social Body: British Cultural Formation, 1830-1864. Chicago: U Chicago P, 1995.
- A History of the Modern Fact: Problems of Knowledge in the Sciences of Wealth and Society. Chicago: U Chicago P, 1998.
- The Financial System in Nineteenth-Century Britain. Oxford: Oxford University Press, 2002.